# Бага-Ышбара-хан
Бага-Ышбара-хан (кит. упр. 沙缽略可汗, пиньинь shabolüekehan, палл. Шаболюэ кэхань, устар. Шаболио-хан Нйету, полное Илигюйлу Шэ Мохэ Шиболо-хан; личное имя кит. упр. 摄图, пиньинь shetu, палл. Шэту — Ашина Шету) — Сын Кара Иссык Хана, 6-й каган Гёктюрк (Небесных Тюрок) с 581 по 587 год.

## Биография

### Начало правления
Сын Кара Иссык Хана. Прославился как храбрый воин, был уважаем тюркской знатью. После того, как Амрак был свергнут, тюрки решили сделать каганом Шету, за его ум и храбрость.
Шету принял имя Бага-Ышбара-хан, в Китае его записали как: Шаболюэкэхань. Первым делом, каган отправил Торэмена-Долобяня с титулом Апа-хан (старейший хан) на север, а смещённого Амрака сделал третьим ханом и поселил его на реке Дуло.

### Война с династией Суй (581—584)
В 581 году в Китае была провозглашена династия Суй. Император Суй Вэнь-ди (Ян Цзянь) был противником тюрок и не желал с ними дипломатических отношений. Гао Баоин, губернатор Инчжоу, сдал тюркам крепость Линьюйчжэнь. Император начал ремонтировать Великую Стену. Каган с 400 000 воинов стал атаковать границу, заявив, что император запретил жертвоприношения на могилах предков его жены Цянь Цзинь (царевны из Северной Чжоу). Император приказал Пэн И расположиться при Ифобо в Ланьчжоу, главнокомандующему Чи Личун разместиться в Ючжоу. Да Си, Чжан Жу и Цзю Чжоупань были разбиты каганом и тюрки вторглись в Китай, области Увэй, Тяньшуй, Аньдин, Цзиньчэн, Шанцзюнь, Хунхуа и Яньань были разграблены. Суйцы собрали армию под командованием Ян Даня (а также Доу Лусюя, Доу Жундина, Гаоцзина, Юй Цинцзэ). Им удалось выбить тюрок из внутренних областей Китая, но основная каганская армия не была разгромлена.
Во время войны у кагана (возможно, по вине китайской дипломатии) вспыхнула вражда с Апа-ханом (Торэменом-Далобянем). Каган разорил аймак Апа-хана и убил его мать. Апа-хан бежал к Дату-хану Даньгу (Кара-Чурин-Тюрку) на Запад. Дату решил воевать с каганом, к Апа-хану присоединилось 100 000 тюрок из его аймака. Сторону Апа-хана приняли также опальный Таньхань-хан и хан Дилэча, который враждовал с Бага-Ышбаром. В свою очередь, к 584 году каган предложил мир Китаю. В каганате началась гражданская война.

### Междоусобная война (584—587)
Точных данных о ходе конфликта нет, но обе стороны попеременно просили поддержки у Суй, однако император всем отказывал, решив, что лучше тюркам истреблять друг друга. Царевна Цянь Гинь отправила императору послание, сообщив, что в обмен на поддержку она примет фамилию Ян и станет приёмной дочерью императора, что сделает кагана сыном (то есть младшим) по отношению к Суй. Сюй Пинхо отправился для переговоров с тюрками. Каган ответил своеобразным посланием, в котором заметил, что если император-«отец» будет считать тюркский скот своим, то каган-«сын» будет считать своими китайские земли и шёлка. Император отправил учтивый ответ с послом Юй Цинцзэ. Принимая его, каган не встал с трона, как полагалось сыну, а его жена посоветовала послу не спорить с каганом. Вокруг кагана собралось огромное количество тюркских воинов. Цинцзэ смело настоял на своём и в конце каган вынужден был принять грамоту на коленях.
Каган подарил послу 1000 лошадей и объяснил, что Дату сильно стеснил его, и кидани скоро нападут. Поэтому каган просил разрешения императора пересилится к Байдаочуань, снабдить его войско пищей, оружием и прислать китайские войска на помощь. Император согласился на это. Ситуация переломилась и каган разбил Апа-хана, а китайские войска разорили его аймак и отдали всю добычу кагану. Семья Апа-хана была истреблена.

### Последний год правления
Границу с тюрками восстановили по пустыне Гоби, началась дань-торговля (дань тюрок в обмен на подарки императора). В 587 каган попросил разрешение поохотиться в пределах Китая. Император приказал приготовить пир для роскошной охоты. Каган убил 18 оленей и отправил их императору. На обратном пути, у крепости Цзыхэчжень, случился пожар в каганской ставке. Каган заболел от «неприятного впечатления» и через месяц умер. Брат Быга-Ышбара Чоллыг стал каганом Чоллыг-Джагбу-Бага ханом.